# Waipatia
La waipatia (gen. Waipatia) è un cetaceo estinto, appartenente agli odontoceti. Visse nell'Oligocene superiore (circa 25 milioni di anni fa) e i suoi resti fossili sono stati ritrovati in Nuova Zelanda.

## Descrizione
Questo animale doveva essere abbastanza simile a un delfino dal cranio allungato. Il cranio era lungo circa 60 centimetri. Il muso era ampio e lungo, con piccoli denti triangolari, e una regione facciale leggermente asimmetrica. Gli occhi erano posizionati sui lati del cranio. Sopra gli occhi la regione facciale, che è distintamente posta ai lati dello sfiatatoio, possedeva muscoli che probabilmente contribuivano a produrre suoni ad alta frequenza per l'ecolocazione. Ogni mandibola è dotata di una vasta zona di osso sottile, il "pan bone", verso la parte posteriore, in prossimità della sua articolazione con il cranio. Nella vita, il pan bone era probabilmente riempito di tessuto grasso che contribuiva a trasmettere i suoni dal lato della testa verso la regione dell'orecchio. Tutte queste caratteristiche indicano che Waipatia era imparentato ai cetacei dentati (Odontoceti). Di questo animale sono note due specie: la specie tipo è W. maerewhenua, mentre W. hectori era dotata di un processo zigomatico dell'osso squamoso più robusto, di un processo postorbitale lungo e sottile e di molari e premolari più rigonfi.

## Classificazione
Waipatia è stato descritto per la prima volta nel 1994, sulla base di fossili risalenti all'Oligocene superiore e ritrovati nella zona di Otago, in Nuova Zelanda. L'unità geologica è nota come calcare di Otekaike, ed è un deposito marino formatosi sulla piattaforma continentale circa 25 milioni di anni fa. All'epoca, la maggior parte della Nuova Zelanda era sommersa. La specie tipo è W. maerewhenua. Un'altra specie attribuita a questo genere è W. hectori, proveniente dalla stessa formazione; questa specie era stata attribuita a un altro genere di cetaceo (Microcetus), e solo nel 2015 è stata attribuita correttamente a Waipatia.
Waipatia aiuta a risolvere alcuni problemi generali riguardanti la classificazione e l'evoluzione dei delfini. Per più di un secolo, piccoli denti di delfini erano stati ritrovati in rocce risalenti all'Oligocene in tutto il mondo. Uno dei primi riconosciuti a livello di specie è Microcetus ambiguus, basato sui denti trovati in Germania. A causa di alcune caratteristiche dei denti, per la prima volta Waipatia mostra il tipo di cranio a cui quei piccoli denti appartengono. È chiaro che questi piccoli delfini dell'Oligocene non appartengono alla famiglia Squalodontidae. Waipatia viene classificato in un nuovo gruppo di odontoceti, la famiglia Waipatiidae. Questa famiglia è sì imparentata con gli Squalodontidae, ma sicuramente distinta; inoltre sembra essere lontanamente imparentata agli attuali delfini di fiume della famiglia Platanistidae. Un altro membro degli Waipatiidae è Otekaikea.